# Glee Siblah
Glee Siblah is een bestuurslaag in het regentschap Aceh Barat van de provincie Atjeh, Indonesië. Glee Siblah telt 328 inwoners (volkstelling 2010).